# Interactive

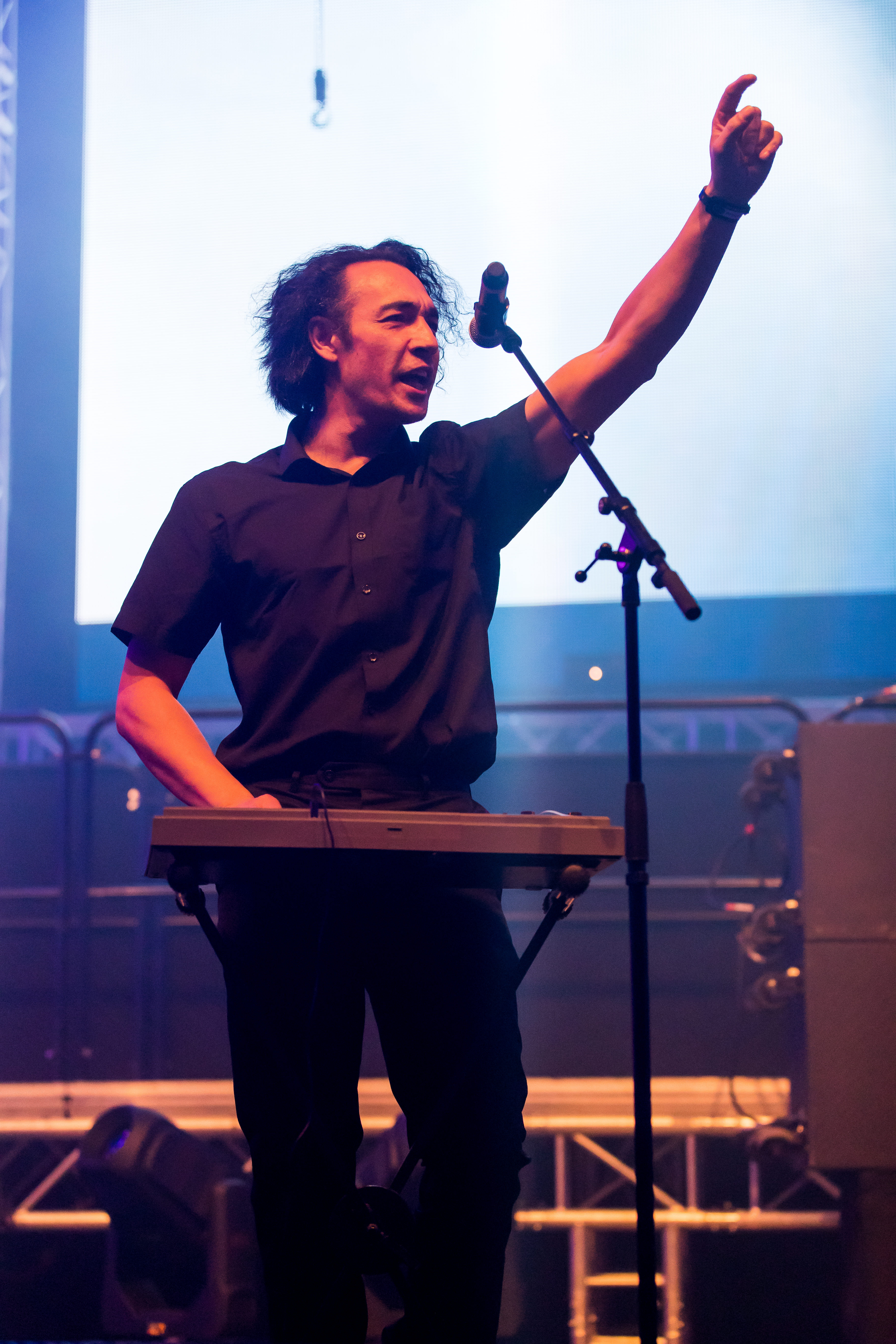
Interactive live bei Sunshine live „Die 90er – Live on Stage“ 2016 in Mannheim

Interactive ist eine deutsche Band im Bereich der elektronischen Tanzmusik.

## Geschichte
Interactive wurden 1990 von Ramon Zenker und Jens Lissat zunächst als Studioprojekt gegründet und waren mit ihrem Release The Techno Wave eines der ersten, deutschen Techno-Projekte. Zur nächsten Produktion No Control holten sie sich zur stimmlichen Verstärkung Marc Innocent als Sänger dazu. Damit war auch die Idee geboren, dass Marc und Ramon Interactive als Live-Act präsentieren.
Mit Who Is Elvis gelang ihnen dann 1992 national sowie international der Durchbruch und schafften es als eine der ersten, reinen Techno-Produktionen in die Verkaufscharts mehrerer Länder. 1994 entschied sich Ramon nur noch im Studio tätig zu sein und Marc präsentierte Interactive nach außen alleine.
In der Zeit gelang ihnen auch ihr größter Hit, der sogar mit Gold in Deutschland und Australien ausgezeichnet wurde: Forever Young. Danach folgten noch weitere Hits wie Living Without Your Love und Tell Me When. Nachdem ab 1996 mit wechselnden Sängern gearbeitet wurde, stellte Ramon das Projekt 2002 vorerst ein.

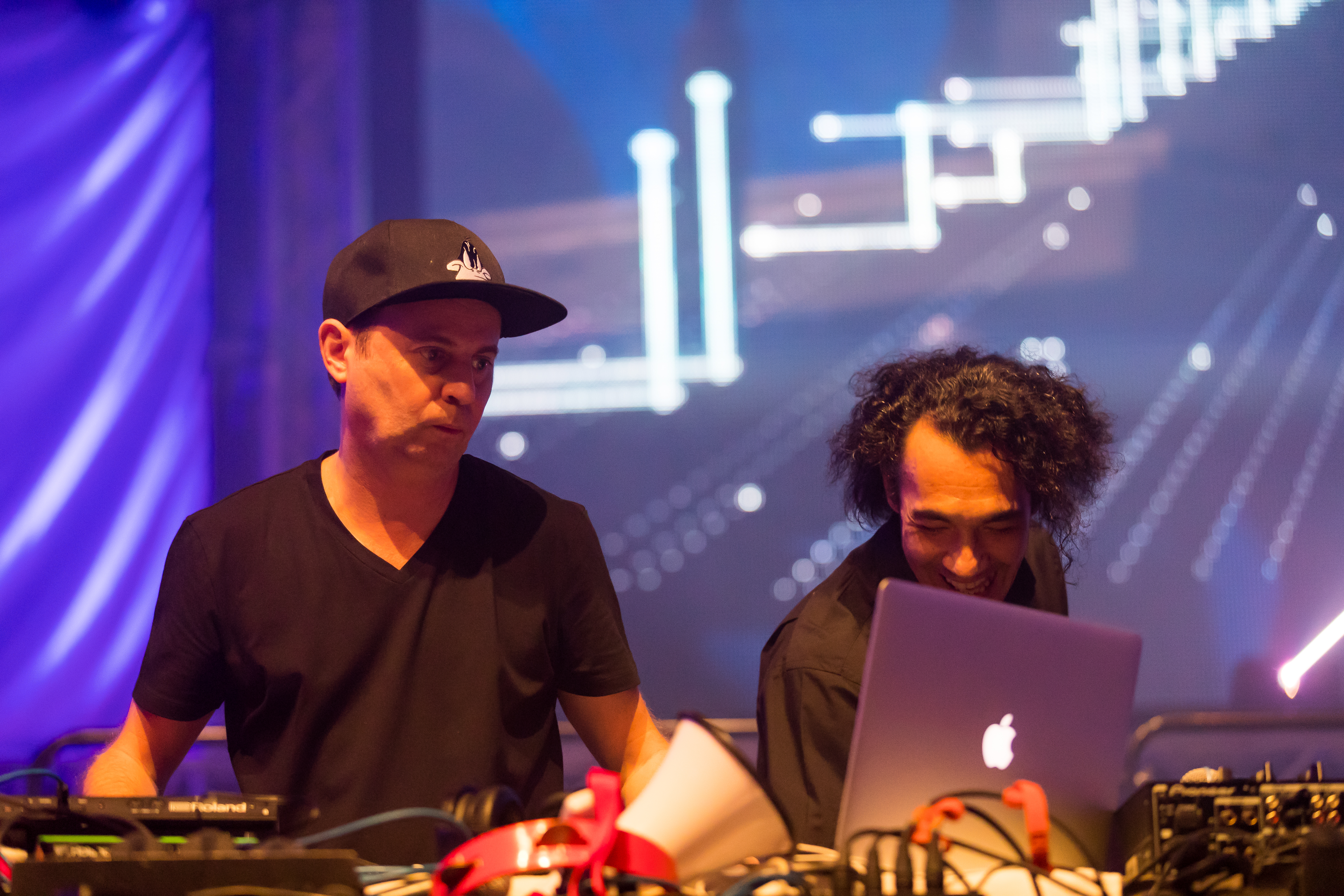
Interactive live bei Sunshine live „Die 90er – Live on Stage“ 2016 in Mannheim

## Reunion und Comeback
Am 26. November 2016 meldeten sich Interactive, wieder in der Original-Besetzung Ramon Zenker und Marc Innocent, im Rahmen ihrer Reunion-Show bei Sunshine live „Die 90er – Live on Stage“ von Radio sunshine live, zurück. Seitdem sind sie wieder als Live/DJ-Act tätig.

## Veröffentlichungen und Musikstil
Who is Elvis und die darauffolgenden frühen Stücke zeichneten sich dadurch aus, dass sie nur über eine ständig wiederholte Textzeile verfügten, so etwa bei „Dildo“, „Amok“ oder „Elevator Up & Down“. Später erweiterte die Gruppe ihr musikalisches Spektrum: Stücke wie Fanatic oder Sanctuary sind dem Trance verbunden, Hearts Harmony und Set Me Free dem Rave oder The Sun Always Shines On T.V. und Forever Young dem Dancefloor. Die Gruppe war auch an diversen Remixen für bekannte andere Künstler wie Mark ’Oh, Scooter oder U 96 beteiligt.
Weitere Erfolge erzielte die Band mit „Tell Me When“ und „Living Without Your Love“. Interactive wurde neben anderen renommierten Gruppen für die VIVA Reunion CD „Queen Dance Traxx“ für den Cover-Mix „We Will Rock You“ ausgewählt.
Bisher wurden zwei Alben veröffentlicht: Das Debütalbum „Intercollection“ (1992) und das folgende Album „Touché“ (1995). Ende 2016 erschien im Zuge der Reunion von Interactive das Best-Of-Album "Retroactive - The Very Best....And More !", das auch zwei bis dahin unveröffentlichte Songs aus dem Jahr 1995 enthält.

## Mitglieder

### Jens Lissat
Jens Lissat begann bereits Ende der 1970er Jahre mit Elektrostyle-Projekten, wurde aber erst mit einer Coverversion des Stückes „Der Erdbeermund“ Ende der 1980er Jahre bekannt.

### Ramon Zenker
Ramon Zenker war als 19-Jähriger als Toningenieur tätig und erzielte – unter dem Namen Honesty 69 – einen ersten Erfolg mit einer Coverversion des Stücks French Kiss, welche sich in den Top 10 der Deutschen Charts platzierte. Weitere erfolgreiche Projekte waren Bellini, Paffendorf, Fragma und Hardfloor.
Als einziges durchgehend bei Interactive tätiges Mitglied war er neben Lissat für die Produktion der Titel verantwortlich.

### Marc Innocent
Marc Innocent gehörte ebenfalls von Beginn an zur Band und war im Wesentlichen für die Texte verantwortlich. 1983 gründete er mit Zenker unter dem deren erste Synthiepop-Band „Sample and Hold“. Zenker bediente dabei die Keyboards, während Marc Innocent für Texte und Gesang verantwortlich war.

### Andreas Schneider
Schneider kam erst später zu Interactive dazu. Er galt als Allroundtalent, da er sowohl für die Produktion, als auch für die Sounds und Texte mitverantwortlich war. Er produzierte mit Zenker auch u. a. den Act „Perplexer“.

## Diskografie
Die ersten Interactive-Tracks wurden in Zusammenarbeit mit der legendären Krefelder Disco „Königsburg“ in Krefeld veröffentlicht, wo Jens Lissat zu der Zeit als Resident-DJ tätig war. Vor allem die erste Veröffentlichung The Techno Wave wurde der „Königsburg“ mit dem Songtext „…tanz in der Burg…“ gewürdigt.

### Alben
- 1992: Intercollection
- 1993: The Best of Interactive
- 1995: Touché
- 2016: Retroactive – The Very Best...and more ! (Digital)

### Singles
| Jahr | Titel Album                     | Höchstplatzierung, Gesamtwochen, AuszeichnungChartplatzierungen (Jahr, Titel, Album, Platzierungen, Wochen, Auszeichnungen, Anmerkungen) | Höchstplatzierung, Gesamtwochen, AuszeichnungChartplatzierungen (Jahr, Titel, Album, Platzierungen, Wochen, Auszeichnungen, Anmerkungen) | Höchstplatzierung, Gesamtwochen, AuszeichnungChartplatzierungen (Jahr, Titel, Album, Platzierungen, Wochen, Auszeichnungen, Anmerkungen) | Höchstplatzierung, Gesamtwochen, AuszeichnungChartplatzierungen (Jahr, Titel, Album, Platzierungen, Wochen, Auszeichnungen, Anmerkungen) | Höchstplatzierung, Gesamtwochen, AuszeichnungChartplatzierungen (Jahr, Titel, Album, Platzierungen, Wochen, Auszeichnungen, Anmerkungen) | Anmerkungen                                            |
| Jahr | Titel Album                     | DE | AT | CH | UK | US | Anmerkungen                                            |
| ---- | ------------------------------- | --- | --- | --- | --- | --- | ------------------------------------------------------ |
| 1991 | Who Is Elvis Intercollection    | DE12 (13 Wo.)DE | — | CH22 (3 Wo.)CH | — | — | Erstveröffentlichung: Dezember 1991                    |
| 1992 | Dildo Intercollection           | DE31 (9 Wo.)DE | — | — | — | — | Erstveröffentlichung: Mai 1992                         |
| 1994 | Forever Young Touché            | DE7 Gold · (22 Wo.)DE | AT12 (16 Wo.)AT | CH15 (11 Wo.)CH | UK28 (4 Wo.)UK | — | Erstveröffentlichung: Oktober 1994 Verkäufe: + 285.000 |
| 1995 | Living Without Your Love Touché | DE17 (16 Wo.)DE | — | CH39 (4 Wo.)CH | — | — | Erstveröffentlichung: April 1995                       |
| 1995 | Tell Me When Touché             | DE38 (10 Wo.)DE | — | — | — | — | Erstveröffentlichung: September 1995                   |
| 1997 | Wake Up –                       | DE82 (3 Wo.)DE | — | — | — | — | Erstveröffentlichung: April 1997                       |
| 1997 | No Return –                     | DE89 (2 Wo.)DE | — | — | — | — | Erstveröffentlichung: September 1997                   |
| 2002 | Forever Young 2002 –            | DE21 (8 Wo.)DE | — | — | UK37 (2 Wo.)UK | — | Erstveröffentlichung: Januar 2002                      |

Weitere Singles:
- 1990: The Techno Wave
- 1990: No Control
- 1991: Work That Body
- 1992: The Devil
- 1992: Elevator Up & Down
- 1993: Amok
- 1994: Gabber Gabber Ho! (The ’94 Rotterdam Megamixes)
- 1994: Can You Hear Me Calling
- 1994: Can You Hear Me Calling (Remixes)
- 1995: We Are One
- 1996: Sun Always Shines On TV
- 1998: Fanatic
- 1998: Fanatic (Remixes)
- 2008: Dildo 2008
- 2009: Amok 2009
- 2009: Living Without Your Love 2009 (Mike Nero vs. Interactive)

## Auszeichnungen für Musikverkäufe
| Goldene Schallplatte - Australien - 1996: für die Single Forever Young |

Anmerkung: Auszeichnungen in Ländern aus den Charttabellen bzw. Chartboxen sind in ebendiesen zu finden.
| Land/RegionAuszeichnungen für Musikverkäufe (Land/Region, Auszeichnungen, Verkäufe, Quellen) | Gold     | Platin | Verkäufe | Quellen           |
| -------------------------------------------------------------------------------------------- | -------- | ------ | -------- | ----------------- |
| Australien (ARIA)                                                                            | Gold1    | —      | 35.000   | aria.com.au       |
| Deutschland (BVMI)                                                                           | Gold1    | —      | 250.000  | musikindustrie.de |
| Insgesamt                                                                                    | 2× Gold2 | —      |          |                   |